# Margo MacDonald
Pour les articles homonymes, voir MacDonald.
Margo MacDonald, née Margo Symington Aitken le 19 avril 1943 à Hamilton (Écosse) et morte le 4 avril 2014, est une enseignante, journaliste et femme politique écossaise. 
Députée britannique en 1973 et 1974, elle est ensuite vice-présidente du Parti national écossais (SNP) de 1974 à 1979. De 1999 à sa mort, elle est députée écossaise, pour le compte du SNP puis en tant qu'indépendante.

## Arrière-plan
Margo Aitken grandit près d'East Kilbride. Sa mère, infirmière, se sépare du père de Margo, très agressif, quand elle a douze ans,. Elle fait ses études à la Hamilton Academy et devient professeur d'éducation physique à Dunfermline.
Elle épouse Peter MacDonald en 1965, avec lequel elle tient un pub à Blantyre. Ils ont deux filles, Petra et Zoé, puis divorcent. 
Elle se remarie en 1981 avec l'homme politique et chroniqueur Jim Sillars (en), ancien député britannique (de 1970 à 1979), qui est réélu en 1988.

## Carrière parlementaire
Fervente partisane de l'indépendance écossaise et membre du Scottish National Party, Margo MacDonald est élue députée britannique en 1973 sur la circonscription de Glasgow Govan, un bastion travailliste
Elle ne parvient pas à conserver son siège lors des élections générales de février 1974, mais elle devient vice-présidente du SNP cette année. Au conseil national en décembre 1974, Margo MacDonald critique le SNP pour ne pas être capable de s'imposer sur le parti travailliste dans les régions industrielles d’Écosse, et exhorte son parti à se déplacer vers la gauche. En 1978, elle s'incline à Hamilton face au député travailliste George Robertson, et en 1979 à Glasgow Shettleston face à un autre député travailliste, David Marshall (en).
En 1979, elle est l'une des trois porte-paroles du courant 79 Group (en), qui œuvre à l'orientation à gauche du SNP - ce qui lui vaut d'être démise de la vice-présidence du parti. En 1982, MacDonald démissionne du SNP après l'exclusion de certains leaders du 79 Group, et se reconvertit dans les médias, comme présentatrice à la radio et à la télévision. Elle écrit également régulièrement dans les journaux écossais, notamment le Edinburgh Evening News.
Au milieu des années 1990, MacDonald revient au SNP, qui a finalement tourné à gauche. En 1999 elle est élue au tout nouveau parlement écossais, où elle représente les Lothians. Elle acquiert une certaine notoriété dans les médias avec son franc-parler et ses avis tranchés, notamment à propos des droits des travailleurs du sexe ou des salaires des députés. Elle est rapidement vue comme une rebelle au sein-même de son parti. Elle est sanctionnée en 2000 pour avoir manqué un vote parlementaire sans autorisation, et s'être déclarée opposée à la politique de son parti dans un journal. Elle perd en influence auprès de la direction du parti, menée par Alex Salmond puis John Swinney. 
En 2003, elle est placée sur la liste du SNP sur la circonscription des Lothians, interdisant toute chance de réélection. 
En réponse, elle décide de se présenter en indépendante, ce qui lui vaut d'être exclue du parti le 28 janvier 2003.
Son diagnostic de maladie de Parkinson est révélé à ce moment-là. MacDonald, qui le sait depuis six ans, dénonce cette révélation, tandis qu'un porte-parole du SNP affirme que la fuite ne vient pas de l'intérieur du parti.
Malgré cela, elle est élue députée, et réélue, toujours comme indépendante, en 2007 et 2011. Après sa réélection en 2007, alors qu'elle est la seule députée indépendante, MacDonald se présente pour être présidente du parlement, mais s'incline face à Alex Fergusson. Au parlement elle défend des causes controversées, notamment la légalisation de l'euthanasie.
MacDonald décède à son domicile à Edimbourg le 5 avril 2014, à 70 ans. Son siège est laissé vacant jusqu'aux élections de 2016. Les dirigeants politiques lui rendent hommage lors d'une session extraordinaire du parlement.